# Dogora : Ouvrons les yeux
Pour plus de détails, voir Fiche technique et Distribution.
Dogora : Ouvrons les yeux est un documentaire français réalisé par Patrice Leconte, sorti en 2004. La musique du film est composée par Étienne Perruchon.

## Synopsis
Le film est entièrement subjectif, sans scénario préétabli, il juxtapose une suite de séquences impressionnistes tournées au hasard des rencontres au Cambodge. Sans dialogue, le film baigne dans une musique envoûtante qui est la charpente du film. C'est cette suite musicale qu'avait découverte Patrice Leconte l'année précédente qui lui a inspiré le film. Fresque humaniste et sensible en hommage au Cambodge et à son peuple, il donne à voir la beauté du Cambodge et de ses habitants, sans juger, sans expliquer.

## Fiche technique
- Titre : Dogora - Ouvrons les yeux
- Réalisation : Patrice Leconte
- Musique : Étienne Perruchon
- Pays d'origine :  France
- Format : couleur - 2,35:1 - Dolby Digital - 35 mm
- Genre : documentaire
- Durée : 80 minutes
- Date de sortie : 2004

## Bande originale
Étienne Perruchon a composé la musique du film, une suite à la commande reçue en 1999 de l'École de Musique de Chambéry en Savoie pour une grande œuvre pour chœur et orchestre célébrant le passage à l'an 2000. Il avait utilisé pour cela une formule qu'il avait initiée en 1996, l'invention d'une langue imaginaire, le Dogorien, qui est chantée par un chœur symphonique. Finalement, la version créée pour le film porte la symphonie à 70 minutes et est jouée régulièrement en concert.

## DVD
Le film est édité en 2005 par TF1 Vidéo avec les bonus suivants :
- Le journal du tournage de Dogora et les paroles des chansons (livret 36 pages)
- Une émotion dogorienne : making of (18 min)
- Commentaire audio de Patrice Leconte
- 2 extraits de la bande originale
- Les partitions